# Danske Torpare
Danske Torpare er en forening for danskere med fritidsejendom i Sverige. Foreningen, der (pr. 2012) har ca. 11.000 medemsfamilier, blev oprettet 1980 på initiativ af Bernhard Frederiksen, Hørsholm, der så behov for erfaringsudveksling om huskøb i Sverige. 
Det svenske udtryk "torpare" er historisk en bruger eller forpagter af et beskedent jordbrug, som skal yde arbejde til gengæld for brugen, svarende til den danske husmand. Flertalsbetegnelsen hedder det samme.
Foreningen, der har sin største opbakning i Københavns-området og Nordsjælland, har gradvist udviklet sig fra hovedsageligt at være en kulturel og "social", lidt indadvendt forening og mødested til – med særlig vækst i det første årti i 2000 – at være en interesseorganisation for forbruger- og grundejerpolitiske spørgsmål i dialog med svenske og danske myndigheder og private virksomheder.
Foreningen driver rådgivnings- og kursusaktiviteter og forhandler leverandøraftaler for medlemmerne. Økonomien er baseret på medlemskontingenter og annonceindtægter, uden offentlige tilskud. Foreningen har et sekretariat med 4-5 ansatte. Medlemsbladet "Torpare" udkommer 6 gange om året.